# 马卡罗夫 (俄罗斯)
马卡罗夫（俄语：Мака́ров）是俄罗斯萨哈林州东岸的一座城市。位于首府南萨哈林斯克以北235公里处。日本统治时期，该地被称为知取。1989年时有人口1萬1351人；2002年时有人口7271人。该地以俄罗斯海军将领斯捷潘·奥西波维奇·马卡罗夫的名字命名。